# Сјуен (династија Хан)
Сјуен Ди, Сјуен или цар Сјао-сјуен (кин: 孝宣皇帝; пин: Xiàoxuān huángdì; 91. п. н. е. Чанган — 10. јануар 48. п. н. е. Чанган) био је цар Кине из династије Западни Хан (74—48. п. н. е.). Током његове владавине Кина доживљава период просперитета. На унутрашњем плану цар се изборио за самосталну аутократску владавину и административни апарат је добро функционисао, док се на спољашњем плану земља успешно супротстављала спољним опасностима у виду народа Сјонгну. Сматра се једним од највећих царева династије Хан.

## Имена
Име по рођењу цара Сјуена било је Лију Сјин (кин: 刘询; пин: Liú Xún). Сходно кинеској традицији, за њега се користе постхумно име и храмовно име, док је сам владар користио бројна владарска имена. Цару Сјуену додељено је храмовно име Хан Џунг-цунг (кин: 中宗; пин: Hàn Zhōngzōng), давано владарима током чије владавине је држава доживела успон и препород. Постхумно име му је управо било цар Сјао-сјуен, по којем се у историји и наводи.
Током своје владавине цар Сјуен је користио седам владарских имена, тј. имена ере: Бен-ши (кин: 本始; пин: Běnshǐ; 73—70. п. н. е.), Ди-ђије (кин: 地节; пин: Dìjié; 70—66. п. н. е.), Јуен-канг (кин: 元康; пин: Yúankāng; 66—61. п. н. е.), Шен-ђије (кин: 神爵; пин: Shénjué; 61—58. п. н. е.), Ву-фенг (кин: 五凤; пин: Wŭfèng; 58—54. п. н. е.), Ган-лу (кин: 甘露; пин: Gānlù; 54—50. п. н. е.) и Хуанг-лунг (кин: 黄龙; пин: Huánglóng; 50—48. п. н. е.).

## Порекло и преузимање власти
Лију Сјин се родио 91. п. н. е. као син Лију Ђина, сина крунског принца Веија и унука цара Вуа, и његове супруге Ванг Венгсју. У години његовог рођења крунски принц Веи је био осуђен због вештичарења против цара и натеран на самоубиство, заједно са својим сином Лију Ђином. Сјину је поштеђен живот, јер је био беба, али је био осуђен да остатак живота проведе као обичан поданик.
После смрти цара Џаоа 74. п. н. е. генерал Хуо Гуанг, старешина царског секретаријата и најутицајнија личност у царству, поставио је за цара Лију Хеа, синовца пређашњег. Како се Лију Хе показао као лош избор због својих екцеса који су обухватали неодмерено славље док је још трајала жалост за преминулим царем и непотизам, Хуо Гуанг је, уз једногласну подршку царског клана, свргнуо новог цара већ после 27 дана. Ово представља редак случај где је високи царски функционер свргнуо цара зарад добробити државе. За новог цара Хуо Гуанг изабрао је младог Лију Сјина.
Дошавши на власт, цар Сјуен је већ био ожењен обичном грађанком Сју Пингђун, од које је одбио да се разведе и коју је сада уздигао у ранг царице. Тиме је дошао у сукоб са кланом Хуо, пошто је Хуо Гуанг настојао да младог цара ожени својом кћерком Хуо Шенгђун и тако задржи пресудан утицај у својим рукама. Хуо Гуанг је изашао као победник када је 71. п. н. е. његова супруга Сијан отровала царицу Сју Пингђун и цар оженио Хуо Шенгђун. Међутим, када је 68. п. н. е. умро Хуо Гуанг, цар Сјуен је настојао да консолидује сву власт у својим рукама. Цар је настојао да из администрације уклони корумпиране службенике, па је наступио вртоглави пад моћи клана Хуо, чија је већина побијена. Сазнавши за тровање своје прве царице, Сјуен је 66. п. н. е. Хуо Шенгђун протерао са двора. Његово погубљење клана Хуо касније је изазвало велике критике историчара због незахвалности према Хуо Гуангу.

## Опште црте Сјуенове владавине
Цар Сјуен се показао као способан владар који је наставио дело својих претходника. С обзиром да је одрастао као обичан поданик, разумео је патње свог народа. Зато је смањивао порезе, либерализовао трговину и постављао способне министре. Током своје владавине наставио је развој законика Западног Хана, који је тада обухватао чак 960 свезака. Описује се као добар проценитељ људских карактера. Сјуенова политика имала је за последицу велику развијеност чиновничког апарата. Секретаријат је био састављен готово искључиво од чиновника, а Хан шу каже да су „на важне положаје у војним заповедништвом и краљевинама постављани обични службеници”. Конфучијанство је изгубило стари утицај, а проучавање Конфучијанских класика постало је готово непожељно.
Поред успеха у унутрашњој политици, који је резултирао економским просперитетом, цар Сјуен имао је успеха и у спољној политици, а Кина је постала војна суперсила. Сјуен је проширио царство; заузео је велики део данашње Монголије, тако да је Кина у то време имала највећу територију у својој историји. Народу Сјонгну је нанео низ тешких пораза који су га за дуго времена одвратили од најезда на кинеске територије. Цар Сјуен је поставио генерала-заштитника за Западне области, па је путовање на запад постало је знатно лакше, што је утицало на још већи развој Пута свиле.
Цареви Источног Хана, барем у првих сто година постојања династије, владали су по узору на њега. Историчари кажу да су „владари после рестаурације усвојили начин владавине цара Сјуена”, и да су „после рестаурације Хана цареви примењивали само законе цара Сјуена”.

## Конфучијанство: Превласт Гулијангове школе
Ступивши на престо цар Сјуен је дао предност заступницима Гулијангове школе, сматрајући да ће то помоћи консолидацији његове државе. Позвао је на двор Цаи Ћијенћијуа, заступника Гулијангових коментара и високог чиновника, као и неколико присталица Гунгјангове школе и од обе стране затражио да изложи своје ставове. Цар је закључио да је Гулијангова школа супериорнија. Убрзо је задужио Цаи Ћијенћијуа да 10 посебно изабраних дворана упути у садржај Гулијангових коментара. Лију Сијанг је постављен за Цаијевог помоћника. Када је Цаи умро, унук Ђијанг Гунга, стручњака за Гулијангове коментаре из времена цара Вуа, постављен је на његово место. А када је он умро, заменили су га Џоу Ћинг и Динг Синг. Они су проучавали класике више од 10 година и стекли детаљно и јасно знање о њима. Године 53. п. н. е. цар Сјуен је у палати сазвао састанак посвећен Аналима Пролећа и Јесени. Ове расправе су 51. п. н. е. пренете у Шићу павиљон у палати Веијанг. Сијао Вангџи и други теоретичари познати по свом познавању Пет класика имали су задатак да утврде сличности и разлике између Гунгјангових и Гулијангових коментара, и да их, полазећи од класика, процене и утврде њихову вредност. Сам цар у овој расправи имао је улогу коначног арбитра. После ове расправе прихваћено је само неколико идеја учењака Гунгјангове школе, што је значило да су присталице Гулијангових коментара однели победу. То је довело до супериорног политичког статуса учењака Гулијанг школе, до великих предности над присталицама Гунгјангове школе, али су се обе теорије и даље предавале у школама за чиновнике.
Превласт Гулијангове школе имала је за последицу да конфучијански учењаци одлучније траже „владање помоћу обреда”. Конфучијански оријентисани крунски принц Лију Ши цару Сјуену је рекао:
Ваше величанство сувише строго примењује кажњавање. Боље би било да запослите конфучијанске учењаке.
На шта му је цар оштро узвратио:
Наша династија Хан има сопствене институције, засноване на принципу владања помоћу принуде и врлине. Зашто бисмо се ослањали само на морално васпитање и усвојили облик владавине династије Џоу?
Наиме, конфучијански учењаци су били присталице владања помоћу моралног васпитања и коришћења старог начина владавине династије Џоу, начина који је почивао на три начела: на стављању политичког тежишта, не на вођење ратова против страних држава већ на моралном васпитању; потпуном напуштању легалистичке традиције наслеђене од династије Ћин и истицање моралног васпитања; и подражавању војводе од Џоуа у унапређивању обреда и музике и успостављање институција Хана утемељених на конфучијанским идеалима.

## Образовање и историографија
Цар Сјуен је, попут својих претходника, посвећивао пажњу образовању. За време владавине цара Вуа на дворској школи Националног универзитета предавало је седам професора, који су држали предавања о Пет класика. Сјуен је број предавача повећао на 12. Било је потребно више предавача за Пет класика, јер су неки класици имали више верзија или тумачења. Тројица професора била је за Класичну књигу промена, Класичну књигу докумената и Класичну књигу песама, један за Књигу обреда, и два за Анале Пролећа и Јесени.
У овом периоду царски двор је имао директну контролу над историографијом. Сабором у павиљону Шићу који је одржао цар Сјуен дефинитивно долази до интеграције историографије и политике. Цар је на сабору лично учествовао у расправама о текстовима и био коначни арбитар у формирању званичног тумачења конфучијанских класика. Ово је довело до царског монопола над конфучијанском ученошћу и до царског монопола над знањем и учењем уопште. Према Хан шуу, сам цар Сјуен је рекао да је династија Хан „владала спајајући учење о владавином силом са учењем о владавини човекољубљем”.

## Смрт и потомство
Сјуен је умро 10. јануара 48. п. н. е. у својој престоници Чангану, сахрањен је у свом маузолеју Дулинг у данашњем Сијану. Имао је три супруге највишег ранга, тј. царице: Сју Пингђун, Хуо Шенгђун и Ванг. Са Сју Пингђун је имао само једног сина, свог наследника Лију Шија, који ће касније бити познат као цар Јуан. Са остале две царице није имао деце, али је имао деце са супругама нижег реда.